# Джонс, Даниэль (фонетист)
Даниэль Джонс (англ. Daniel Jones, 12 сентября 1881 — 4 декабря 1967) — британский фонетист, родившийся в Лондоне, которого обучал Поль Пасси, французский лингвист, исследователь в области фонетики.

## Биография
В 1900 году Джонс недолго проучился в Марбургском языковом институте Уильяма Тилли в Германии, где его впервые познакомили с фонетикой. В 1903 году он получил степень бакалавра математики в Кембридже, которая в 1907 году переросла в степень магистра. С 1905 по 1906 год он учился в Париже у Поля Пасси, который был одним из основателей Международного фонетического алфавита, а в 1911 году он женился его на племяннице Пасси Сирилле Мотте. Он также брал частные уроки у британского фонетиста Генри Суита.